# 葛城根崎
葛城根崎（かつらぎねさき）は茨城県つくば市の地名。つくば市中央部、筑波研究学園都市周辺開発地区に位置する。

## 地理
首都圏新都市鉄道つくばエクスプレス研究学園駅付近にある小規模な大字で、地域内は東と西に2つに別れた飛び地で構成されていた。数十戸の既存集落が存在する東側の地域が旧来の葛城根崎地域の中心であり、その周り及び西側の地域は葛城一体型特定土地区画整理事業による新市街地として開発され、2014年の換地処分によりそれらの区域は研究学園・学園南の新町名が与えられ葛城根崎から分離した。
北は研究学園六丁目、西・南・東は学園南三丁目と接する。

### 河川
- 蓮沼川

## 歴史
かつては新治郡根崎村であった。正保年間もしくは元禄年間に苅間郷から分村されたと考えられ、1604年（慶長9年）から1676年（延宝4年）にかけて麻生藩領となった後に幕府領となる。村高は「元禄郷帳」によると62石余り、「天保郷帳」、「旧高簿」によると65石余りとなっていた。1875年（明治8年）より茨城県となり、1889年（明治22年）には新井村、大白硲村、苅間村、小白硲村、島村、下平塚村、平村、西大橋村、西岡村、西平塚村、原村、東平塚村、柳橋村、山中村と合併し、新治郡葛城村大字根崎となる。1891年（明治24年）当時の根崎の戸数は6戸、人口は34人となっていた。また、1896年（明治29年）には筑波郡に編入され、筑波郡葛城村大字根崎となる。また、第二次世界大戦前後の地域内には村有地が存在していたが、その部分は戦後に開拓者に払い下げられ農業地域として開拓が行われた。1955年（昭和30年）には筑波郡谷田部町、小野川村、島名村、真瀬村と合併、旧谷田部町にも根崎という地名があったことから、旧村名の葛城を冠して葛城根崎へと改称。1964年（昭和39年）には開拓地域を県が買収し、日本自動車研究所が開設。また、首都圏新都市鉄道つくばエクスプレス建設に当たり、地域の大部分が新市街地建設の用地となり、再度用地を買収。現在は間に苅間を挟んで西と東の2つの地域に分かれていたが、西側の地域の全域、東側の地域のつくばエクスプレス以北が新市街地として開発され、現在の大字としての葛城根崎は集会所が所在する既存集落地域のみに残されている。

### 沿革
- 正保年間もしくは元禄年間 苅間郷より分村し、根崎村が発足。
- 1889年（明治22年）4月1日 - 新治郡新井村、大白硲村、苅間村、小白硲村、島村、下平塚村、平村、西大橋村、西岡村、西平塚村、原村、東平塚村、柳橋村、山中村と合併し、新治郡葛城村大字根崎となる。
- 1955年（昭和30年）3月31日 - 谷田部町、小野川村、島名村、真瀬村と合併し、筑波郡谷田部町大字葛城根崎となる。
- 1964年（昭和39年） - 日本自動車研究所が開設。
- 1987年（昭和62年）11月30日 - 筑波郡大穂町、豊里町、新治郡桜村と合併、市制施行により、つくば市大字葛城根崎となる。
- 2002年（平成14年）11月1日 - つくば市が稲敷郡茎崎町を編入した際に住所より「大字」を撤廃。つくば市葛城根崎となる。
- 2014年（平成26年）6月27日 - 葛城一体型特定土地区画整理事業地区の換地公告実施[5]。翌28日より葛城根崎の一部区域が研究学園・学園南に編入。

### 地名の変遷
| 実施後   | 実施年月日    | 実施前 |
| -------- | ------------- | ------ |
| 葛城根崎 | 1955年3月31日 | 根崎   |

## 世帯数と人口
2017年（平成29年）8月1日現在の世帯数と人口は以下の通りである。
| 町丁     | 世帯数 | 人口 |
| -------- | ------ | ---- |
| 葛城根崎 | 17世帯 | 51人 |

## 小・中学校の学区
市立小・中学校に通う場合、学区は以下の通りとなる。
| 番地 | 小学校               | 中学校                 |
| ---- | -------------------- | ---------------------- |
| 全域 | つくば市立葛城小学校 | つくば市立手代木中学校 |

## 施設
- 葛城根崎集会所